# La Nuit de feu
 (novembre 2022).
Il peut être nécessaire de l'améliorer pour respecter le principe de neutralité de point de vue. Veuillez consulter la page de discussion pour plus de détails.

La Nuit de feu est un roman d'Éric-Emmanuel Schmitt paru en 2015 chez Albin Michel.

## Présentation

### Résumé
Dans ce récit autobiographique romancé, Éric-Emmanuel Schmitt, 28 ans, agrégé de philosophie et enseignant à l'ENS, promis à une belle carrière fait le récit d'une expédition qu'il effectua dans le Hoggar à cette époque de sa vie. À la suite de la sortie de sa première pièce de théâtre, il est remarqué et contacté par Gérard qui lui propose de devenir scénariste d'un film qu'il projette de faire sur Charles de Foucauld. Eric accepte et se retrouve avec Gérard à Tamanrasset pour reconnaître les décors du futur film. Après deux jours passés sur les lieux, Eric et Gérard se joignent à une expédition dans le Hoggar qui a pour destination l’ermitage de l’Assekrem. Le petit groupe de marcheurs est guidé par le touareg Abayghur. Au fil des jours et des kilomètres, dans des conditions de marche parfois difficiles, Eric passe d'émerveillements en questionnements. Lors d'une excursion sur le Tahat, point culminant de la région, il se perd et est contraint de passer la nuit seul dans le désert dans un lit de sables qu'il s'est constitué. Lors de cette nuit, Eric connaît l'illumination et retrouve le groupe le lendemain avec une Foi toute neuve et une paix profonde qui l'habite encore aujourd'hui.

### Thématiques
Au-delà du récit de l'expédition d'Eric-Emmanuel, le thème principal du livre est la révélation qu'on peut qualifier de conversion qu'il eut lors de sa nuit seul dans le désert et tout ce qui s'ensuivit. Il avait  précédemment évoqué ce moment lors d'une interview avec une journaliste de La Croix. 
Le titre de l'ouvrage La nuit de feu fait d'abord référence à cette nuit sous les étoiles où malgré la peur qu'une personne peut ressentir dans ces conditions, Eric-Emmanuel se sentait en paix et en sécurité.
Le titre renvoie également à la Nuit de feu de Blaise Pascal, c'est-à-dire la nuit du 23 novembre 1654 où l'auteur des pensées se convertit au christianisme.
Eric-Emmanuel Schmitt, philosophe de formation, ne revendique pas cependant d'avoir la Foi catholique comme Pascal, et conserve la distinction entre croire et savoir. On peut croire que Dieu existe ou n'existe pas, mais personne ne peut affirmer qu'il sait que Dieu existe ou n'existe pas. Schmitt se définit d'ailleurs aujourd'hui comme chrétien ou encore « agnostique croyant ».

### Contexte d'écriture
Lors de la rédaction de l'ouvrage, Eric-Emmanuel s'est retrouvé deux fois à l'hôpital faisant redouter aux médecins un infarctus. Eric-Emmanuel Schmitt a écrit ce livre durant un mouvement de révélations.

## Spectacle
En avril 2020, Eric-Emmanuel Schmitt présente une création conçue pour le festival d'art sacré de Senlis, à partir de son roman La nuit de feu.

## Éditions
Édition imprimée originale
- Éric-Emmanuel Schmitt, La Nuit de feu, Paris, éd. Albin Michel, 2 septembre 2015, 192 p., 140mm x 205mm (ISBN 978-2-226-31829-9)

Édition imprimée en gros caractères
- Éric-Emmanuel Schmitt, La Nuit de feu, Auvers-sur-Oise, éd. À vue d'œil, 9 février 2016, 264 p., 22 cm (ISBN 978-2-84666-971-9)

Édition imprimée au format de poche
- Éric-Emmanuel Schmitt, La Nuit de feu, Paris, Librairie générale française, coll. « Le Livre de poche », 25 janvier 2017, 192 p., 18 cm (ISBN 978-2-253-07068-9)

Livre audio
- Éric-Emmanuel Schmitt, La Nuit de feu, Paris, éd. Audiolib, 2 décembre 2015 (ISBN 978-2-36762-043-5)Texte intégral ; narrateur : Éric-Emmanuel Schmitt ; support : 1 disque compact audio MP3 ; durée : 4 h 12 min environ